# روتوروی هلیکاپتر
روتوروِی هلیکاپتر (به انگلیسی: RotorWay Helicopter) نام یک شرکت بالگردسازی آمریکایی است که در چندلر، آریزونا قرار دارد. این شرکت که در گذشته «روتوروِی اینترنشنال» نامیده می‌شد به دست مهندس بی‌جی شرام در سال ۱۹۶۱ بنیانگذاری شد. در سال ۲۰۰۷ گروهی از سران و کارکنان سابق شرکت گرد هم آمدند و با تأمین بودجه کافی، شرکت روتوروی اینترنشنال را از خانوادهٔ شرام خریدند. مالکین جدید در سال ۲۰۱۵ نام شرکت را به «روتوروی هلیکاپتر» تغییر دادند.

## دهه ۶۰ تا ۸۰ میلادی
شرکت از آغاز کار خود تا اوایل دهه ۹۰ میلادی تنها بالگردهای کیت می‌ساخت و خط مونتاژ نداشت. تنها محصول مشهور این شرکت در آن زمان اسکورپیون نام داشت و بقیه محصولات با نام‌های دیگر درواقع برگرفته از همین محصول بودند.

روتوروی در دهه ۸۰ میلادی یک موتور به نام RW145 طراحی کرد که ارتقاء آن موتور به محصول دهه ۹۰ رسید.

## دهه ۹۰ تا کنون
روتوروی در دهه ۹۰ میلادی محصول معروف خود اِکسِک را طراحی و تولید کرد که خط تولید آن تا سال ۲۰۱۱ میلادی ادامه داشت. در سال ۲۰۰۷ هنگامی‌که مالکین اولیه دیگر امیدی به این شرکت نداشتند، کارکنان این شرکت گرد هم آمدند و آن را خریدند و با تغییر نام این شرکت وعدهٔ ساخت یک بالگرد جدید به نام روتوروی ای۶۰۰ تالون را به بازار دادند که در سال ۲۰۱۹ روانه بازار شد.

## گالری محصولات روتوروی

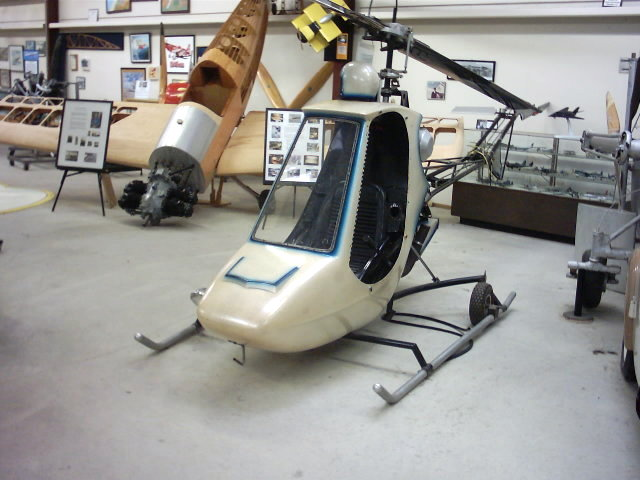
اسکورپیون محصول دهه ۶۰ تا ۸۰ میلادی (توقف تولید)
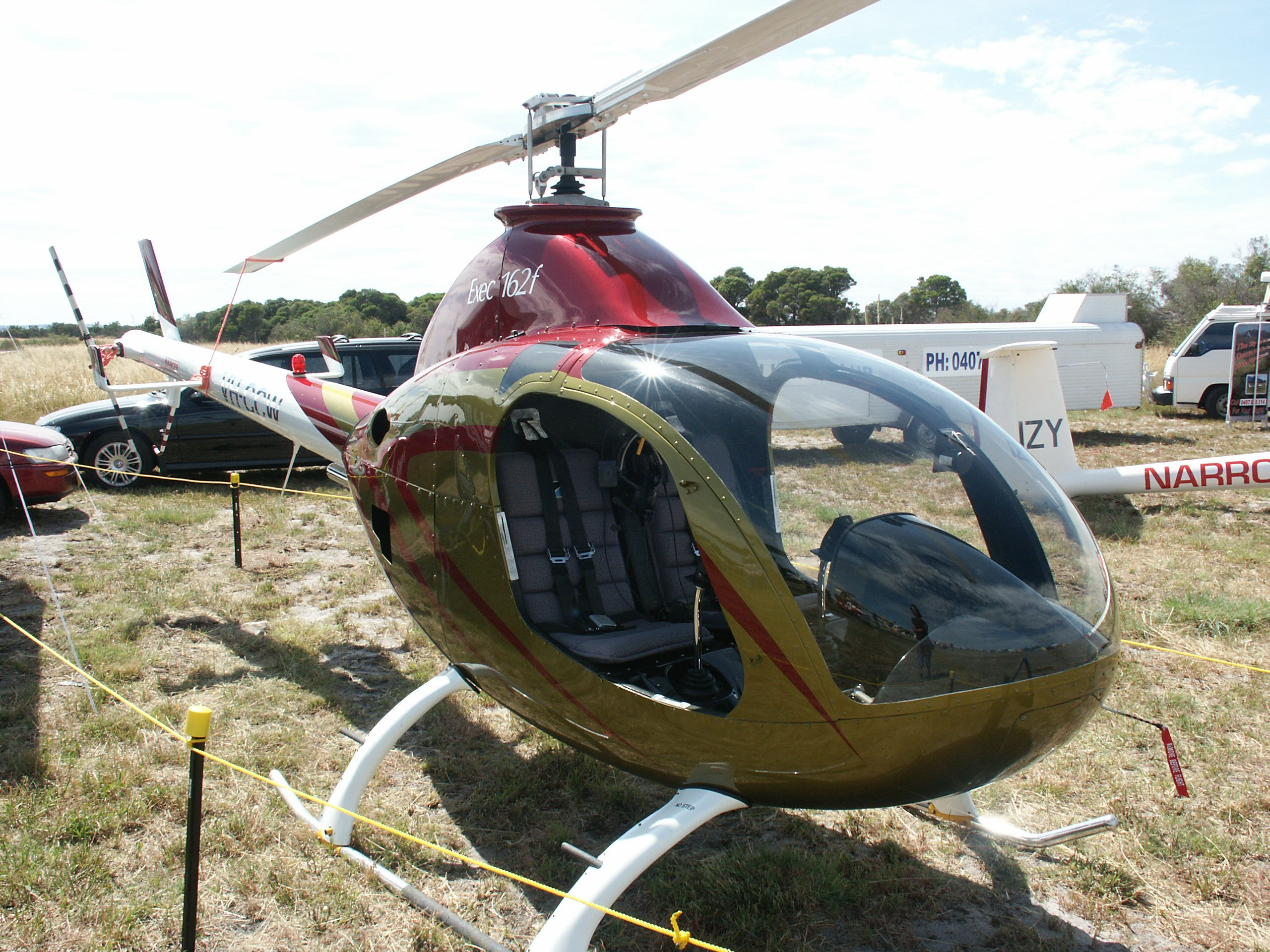
اِکسِک محصول دهه ۹۰ تا ۲۰۱۱ میلادی (توقف تولید)
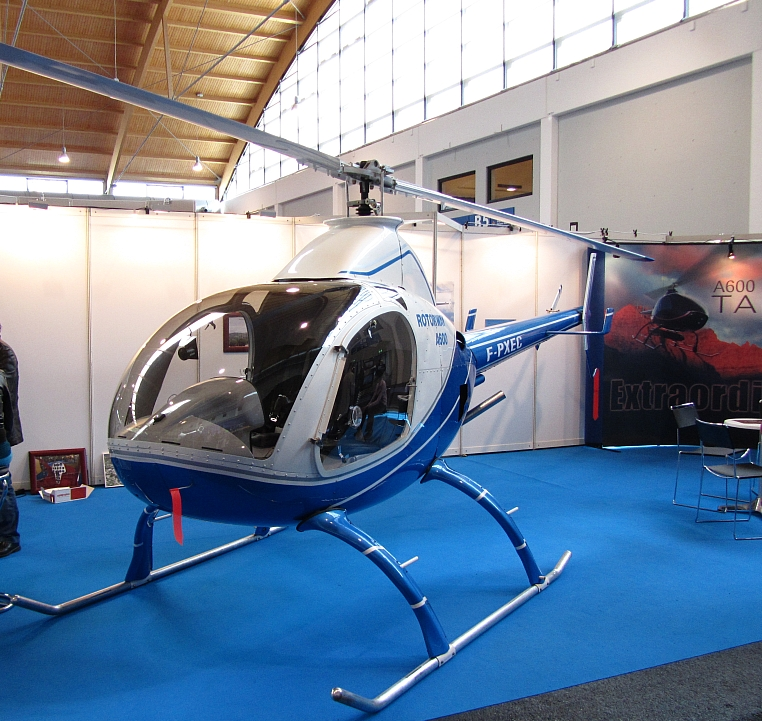
ای۶۰۰ محصول ۲۰۱۹ تا کنون